# Canton de Cagnes-sur-Mer-1
Le canton de Cagnes-sur-Mer-1 est une circonscription électorale française du département des Alpes-Maritimes, créée par le décret du 24 février 2014 et entrant en vigueur lors des élections départementales de 2015.

## Histoire
Un nouveau découpage territorial des Alpes-Maritimes entre en vigueur en mars 2015, défini par le décret du 24 février 2014, en application des lois du 17 mai 2013 (loi organique 2013-402 et loi 2013-403). Les conseillers départementaux sont, à compter de ces élections, élus au scrutin majoritaire binominal mixte. Les électeurs de chaque canton élisent au Conseil départemental, nouvelle appellation du Conseil général, deux membres de sexe différent, qui se présentent en binôme de candidats. Les conseillers départementaux sont élus pour 6 ans au scrutin binominal majoritaire à deux tours, l'accès au second tour nécessitant 12,5 % des inscrits au 1er tour. En outre la totalité des conseillers départementaux est renouvelée. Ce nouveau mode de scrutin nécessite un redécoupage des cantons dont le nombre est divisé par deux avec arrondi à l'unité impaire supérieure si ce nombre n'est pas entier impair, assorti de conditions de seuils minimaux. Dans les Alpes-Maritimes, le nombre de cantons passe ainsi de 52 à 27. Le canton de Cagnes-sur-Mer-1 fait partie des 14 nouveaux cantons du département, les 13 autres cantons portant la dénomination d'un ancien canton, mais avec des limites territoriales différentes.

## Représentation
| Période élective | Période élective | Mandat | Mandat   | Identité        | Nuance | Nuance | Qualité |
| ---------------- | ---------------- | ------ | -------- | --------------- | ------ | ------ | --- |
| 2015             | 2021             | 2015   | 2021     | Roland Constant |        | LR     | Médecin stomatologue Premier adjoint au maire de Cagnes-sur-Mer Président de la commission sports et jeunesse                                                                                |
| 2015             | 2021             | 2015   | 2021     | Josiane Piret   |        | DVD    | Première adjointe au maire de Cagnes-sur-Mer jusqu'en 2020, conseillère municipale depuis 2020 Vice-présidente du département chargé du commerce de l'artisanat et de l'urbanisme commercial |
| 2021             | 2028             | 2021   | en cours | Roland Constant |        | LR     | Conseiller sortant |
| 2021             | 2028             | 2021   | en cours | Carine Papy     |        | LR     | Secrétaire générale d'une fédération d'entreprises, conseillère municipale de Cagnes-sur-Mer, 14ème Vice-Présidente du conseil départemental chargée de la jeunesse et des sports            |

### Résultats détaillés

#### Élections de mars 2015
À l'issue du 1er tour des élections départementales de 2015, deux binômes sont en ballottage : Jean-Paul Perez et Patricia Troncin (FN, 37,86 %) et Roland Constant et Josiane Piret (Union de la Droite, 36,65 %). Le taux de participation est de 48,19 % (13 565 votants sur 28 150 inscrits) contre 48,55 % au niveau départementalet 50,17 % au niveau national.
Au second tour, Roland Constant et Josiane Piret (Union de la Droite) sont élus avec 57,81 % des suffrages exprimés et un taux de participation de 49,58 % (7 585 voix pour 13 957 votants et 28 150 inscrits).

#### Élections de juin 2021
Le premier tour des élections départementales de 2021 est marqué par un très faible taux de participation (33,26 % au niveau national). Dans le canton de Cagnes-sur-Mer-1, ce taux de participation est de 32,47 % (8 970 votants sur 27 626 inscrits) contre 34,55 % au niveau départemental. À l'issue de ce premier tour, deux binômes sont en ballottage : Caroline Andre et Cyril Tribuiani (RN, 35,62 %) et Roland Constant et Carine Papy (Union à droite, 28,49 %).
Le second tour des élections est marqué une nouvelle fois par une abstention massive équivalente au premier tour. Les taux de participation sont de 34,3 % au niveau national, 37,61 % dans le département et 36,89 % dans le canton de Cagnes-sur-Mer-1. Roland Constant et Carine Papy (Union à droite) sont élus avec 56,94 % des suffrages exprimés (5 529 voix pour 10 195 votants et 27 634 inscrits),,.

## Composition
Le canton de Cagnes-sur-Mer-1 comprend la partie de la commune de Cagnes-sur-Mer située à l'ouest d'une ligne définie par l'axe des voies et limites suivantes : depuis la limite territoriale de la commune de la Gaude, cours de la Cagne, chemin du Brecq, avenue Marcel-Pagnol, avenue du Colonel-Jeanpierre, avenue de la Gaude, avenue Jean-Mermoz, ligne droite perpendiculaire à l'avenue Jean-Mermoz jusqu'à l'intersection de l'impasse Colettes-d'Azur, impasse Colettes-d'Azur, ligne droite dans le prolongement de l'impasse Colettes-d'Azur, chemin du Vallon-des-Vaux, chemin du Val-Fleuri, ligne de chemin de fer, jusqu'à la limite territoriale de la commune de Saint-Laurent-du-Var
| Nom                                    | Code Insee | Intercommunalité           | Superficie (km2) | Population (dernière pop. légale)                | Densité (hab./km2) | Modifier                                    |
| -------------------------------------- | ---------- | -------------------------- | ---------------- | ------------------------------------------------ | ------------------ | ------------------------------------------- |
| Cagnes-sur-Mer (bureau centralisateur) | 06027      | Métropole Nice Côte d'Azur | 17,95            | Fraction : 44 136 (2022) Commune : 52 852 (2022) | 2 944              | modifier les données · modifier les données |
| Canton de Cagnes-sur-Mer-1             | 0605       |                            |                  | 44 136 (2022)                                    |                    | modifier les données                        |

## Démographie
En 2022, le canton comptait 44 136 habitants, en évolution de +5,69 % par rapport à 2016 (Alpes-Maritimes : +2,85 %, France hors Mayotte : +2,11 %).
| 2013   | 2018   | 2022   |
| ------ | ------ | ------ |
| 39 367 | 42 930 | 44 136 |